# Německý vicekancléř
Německý vicekancléř (německy: Vizekanzler), oficiálně náměstek spolkového kancléře (německy: Stellvertreter des Bundeskanzlers), je druhá nejvyšší pozice ve vládě Spolkové republiky Německo. Hlavou kabinetu je spolkový kancléř, v jehož gesci je dle článku 69 základního zákona jmenovat jednoho ze spolkových ministrů svým náměstkem. Jmenování nepodléhá schválení ze strany prezidenta republiky. U koaličních vlád je zvykem za vicekancléře určit lídra menší koaliční strany. Při kancléřově nepřítomnosti jej vicekancléř dočasně zastupuje. V případě kancléřova úmrtí či neschopnosti vykonávat úřad však nenastupuje do kancléřského úřadu.
Funkce byla zřízena v roce 1878 zákonem Stellvertretungsgesetz. Během Výmarské republiky, mezi roky 1918–1933, její význam poklesl a upravena byla vnitřním nařízením říšské vlády. Funkci drželi převážně říšští ministři financí, spravedlnosti a vnitra. V období Nacistického Německa se zástupcem kancléře stal v roce 1933 Franz von Papen, než byl úřad v srpnu 1934 zrušen. V roce 1949 byl vicekancléřský post zakotven v základním zákoně Spolkové republiky Německo. Od roku 1966 byl většinově svázán se silovým rezortem, ministerstvem zahraničí. Tuto praxi přerušila např. kancléřka Merkelová ve své první vládě, když svým zástupcem jmenovala kabinetního lídra koaličního subjektu SPD Franze Münteferinga, jenž se stal ministrem práce a sociálních věcí.
Od 6. května 2025 je spolkovým vicekancléřem ministr financí Lars Klingbeil, spolupředseda SPD.

## Seznam vicekancléřů
| Jméno                   | Nástup do funkce  | Konec ve funkci   | Strana                                |
| ----------------------- | ----------------- | ----------------- | ------------------------------------- |
| Franz Blücher           | 20. září 1949     | 29. říjen 1957    | FDP (do 1956) FVP (1956–57) DP (1957) |
| Ludwig Erhard           | 29. říjen 1957    | 16. říjen 1963    | CDU                                   |
| Erich Mende             | 17. říjen 1963    | 28. říjen 1966    | FDP                                   |
| Hans-Christoph Seebohm  | 8. listopad 1966  | 30. listopad 1966 | CDU                                   |
| Willy Brandt            | 1. prosinec 1966  | 20. říjen 1969    | SPD                                   |
| Walter Scheel           | 21. říjen 1969    | 16. květen 1974   | FDP                                   |
| Hans-Dietrich Genscher  | 17. květen 1974   | 17. září 1982     | FDP                                   |
| Egon Franke             | 17. září 1982     | 1. říjen 1982     | SPD                                   |
| Hans-Dietrich Genscher  | 1. říjen 1982     | 17. květen 1992   | FDP                                   |
| Jürgen Möllemann        | 18. květen 1992   | 21. leden 1993    | FDP                                   |
| Klaus Kinkel            | 21. leden 1993    | 26. říjen 1998    | FDP                                   |
| Joschka Fischer         | 27. říjen 1998    | 22. listopad 2005 | Spojenectví 90/Zelení                 |
| Franz Müntefering       | 22. listopad 2005 | 21. listopad 2007 | SPD                                   |
| Frank-Walter Steinmeier | 21. listopad 2007 | 27. říjen 2009    | SPD                                   |
| Guido Westerwelle       | 28. říjen 2009    | 18. květen 2011   | FDP                                   |
| Philipp Rösler          | 18. květen 2011   | 17. prosinec 2013 | FDP                                   |
| Sigmar Gabriel          | 17. prosinec 2013 | 14. březen 2018   | SPD                                   |
| Olaf Scholz             | 14. březen 2018   | 8. prosinec 2021  | SPD                                   |
| Robert Habeck           | 8. prosinec 2021  | 6. květen 2025    | Svaz 90/Zelení                        |
| Lars Klingbeil          | 6. květen 2025    | úřadující         | SPD                                   |